# Пеганізм
Пегані́зм (англ. péganism) — спосіб життя, що характеризується повною відмовою від продуктів штучного походження, в той же час продукти натурального тваринного походження дозволені. Цим пеганізм відрізняється від веганства і вегетаріанства, засади якого визначаються здебільшого відмовою від убивств (з етичних або релігійних переконань) або дієтичними міркуваннями.